# Wahlgerichtsstand
Ein Wahlgerichtsstand liegt vor, wenn diejenige Partei, die das Gericht anruft, unter mehreren örtlich zuständigen Gerichten wählen kann, bei welchem dieser Gerichte sie das Verfahren anhängig macht.
Diese Konstellation kann in verschiedenen Varianten vorkommen. Im Zivilprozess kann der Kläger in der Regel zwischen dem allgemeinen und dem besonderen Gerichtsstand wählen, sofern kein ausschließlicher Gerichtsstand vorliegt.
Im Strafprozess kann die Staatsanwaltschaft an jedem der nach §§ 7–9 StPO zuständigen Gerichten die öffentliche Klage erheben.